# Amores dormidos
«Amores dormidos» es una canción interpretada por la cantante española Edurne, escrita por Xabi San Martín
Fue lanzada como segundo sencillo de su álbum debut homónimo Edurne, sonando de fondo en el anuncio televisivo de Herbal Essences del que Edurne era la protagonista. Además fue una de las canciones que componían el disco Más guapa de La Oreja de Van Gogh.

## Composición y antecedentes
Fue compuesta por  Xabi San Martín. Fue descartada como parte del disco Guapa y se la ofrecieron a Edurne para que la grabara ella. Más adelante, en la reedición Más guapa, en el segundo CD compuesto por maquetas inéditas y descartes de discos anteriores, entre otros temas, incluyeron su versión de Amores dormidos basada en la maqueta original.

## Vídeo musical
En el vídeo musical se relata la historia de una pareja que no se habla, se intercalan imágenes de Edurne en una sala llena de micrófonos con escenas que transcurren en una casa.

## Formatos
Descarga digital
| Descarga digital |                   |          |  |
| N.º              | Título            | Duración |  |
| 1.               | «Amores dormidos» | 3:53     |  |

## Posicionamiento en listas

### Radios
| País   | Lista (2006)       | Mejor posición |
| ------ | ------------------ | -------------- |
| España | Los 40 Principales | 15             |
| España | Cadena 100         | 1              |